# بیام ملکیان
بیام ملکیان (بالفارسية: پیام ملکیان) هو لاعب كرة قدم إيراني يلعب في صفوف نادي نفط مسجد سليمان في دوري المحترفين الإيراني.

## روابط خارجية
- بیام ملکیان على موقع قاعدة بيانات كرة القدم.إي يو (الإنجليزية)
- بیام ملکیان على موقع Soccerway.com (الإنجليزية)